# Kling Klang Studio
Kling Klang é o estúdio privado de gravação da banda Kraftwerk. O nome foi tirado de uma faixa do álbum Kraftwerk 2. O estúdio era originalmente localizado em Düsseldorf, Alemanha, mas em meados de 2009 foi transferido para um novo local em Meerbusch, poucos quilômetros ao norte de Düsseldorf.

## História
O Kling Klang foi inaugurado em 1970, a banda classificou este como o verdadeiro início da Kraftwerk. O estúdio começou como uma sala vazia em uma oficina localizada em uma parte industrial de Düsseldorf.  O exterior do edifício foi revestido de azulejos amarelos com uma grande porta elétrica blindada que conduzindo a um pátio fechado.
O estúdio era acessado através de uma pequena antecâmara. A sala principal do estúdio foi equipado com isolamento acústico e mede cerca de sessenta metros quadrados. Mais tarde, outras salas anexas foram usadas para coisas como a confecção de instrumentos, tais como osciladores caseiros.
| “ | "Os sintetizadores comerciais chegaram bem tarde na Alemanha, nós não os usamos até o nosso terceiro álbum. Naquela época, Wolfgang Flur tinha se juntado a nós para tocar uma bateria construída sob encomenda, e foi o nosso primeiro percussionista a aceitar tambores eletronicamente produzidos." | ” |

O porão do estúdio era usado para armazenar velhos instrumentos e máquinas. A banda nunca jogava nada fora e usava os equipamentos mais antigos para depois recriar sons.
Indagado sobre a reserva, e até mesmo, total discrição adotada em relação ao estúdio, Ralf Hutter delacrou:
| “ | "É o nosso "laboratório eletrônico"... Nós fechamos as portas, o ambiente fica quieto e aí podemos nos concentrar apenas na música, no projeto Kraftwerk. Hoje existe um problema sério: todos têm celulares, ninguém consegue se concentrar. Então vamos ao estúdio, fechamos as portas e, por algumas horas, mergulhamos fundo na música. Acho que isso é o mais importante no Kraftwerk." | ” |